# Tinj
Tinj – wieś w Chorwacji, w żupanii zadarskiej, w mieście Benkovac. W 2011 roku liczyła 530 mieszkańców.